# Perpétua e Felicidade
Perpétua e Felicidade (em latim: Perpetua et Felicitas) foram duas santas africanas martirizadas no ano 203 por decapitação no anfiteatro de Cartago, atual Tunísia, na grande perseguição de Septímio Severo, imperador romano.
Felicidade era escrava de Perpétua, que se encontrava grávida quando de sua prisão pelas autoridades romanas e deu à luz na própria prisão. A narração da coragem demonstrada pelas mártires e de seu sacrifício é detalhadamente conservada por confessores da fé cartagineses e por um escritor de sua época.
Desde longa data seu nome foi incluído no Cânon Romano da Igreja Católica quanto nas orações da Missa em "comemoração dos defuntos", sendo também invocadas tanto na "Ladainha de Todos Santos".
A cripta com o nome de Santa Perpétua foi encontrada há alguns anos nas ruínas da antiga Cartago.